# Яковлев, Василий Никитович
Васи́лий Ники́тович Я́ковлев (20 сентября 1926, с. Михайловка, Рыбницкий район, Молдавская АССР, Украинская ССР, СССР — 20 ноября 2013, Ижевск, Удмуртия, Россия) — государственный, политический и общественный деятель Приднестровской Молдавской Республики. Советский и российский учёный в области экологического права и других смежных отраслей права, истории Древнего Рима и Советской Молдавии.
Участник Великой Отечественной войны, орденоносец, в неполные 19 лет был комиссован с фронта инвалидом II группы. Был заведующим сектором аграрного и экологического права Академии наук Молдавской ССР (членом-корреспондентом АН МССР), депутатом Верховного Совета ССР Молдова IX—XII созывов, сопредседателем депутатской группы «Советская Молдавия».
После бегства на территорию Приднестровской Молдавской Республики в 1990 — автор и соавтор первой Конституции Приднестровской Молдавской Республики, соавтор Декларации о независимости Приднестровской Молдавской Советской Социалистической Республики. Один из создателей и первый ректор Приднестровского государственного университета имени Т. Г. Шевченко.
После бегства на территорию России в 1997 году — профессор Удмуртского государственного университета, почётный президент отделения Международной Славянской Академии (МСА, Ижевск).

## Биография
Родился 20 сентября 1926 в селе Михайловка Рыбницкого района Молдавской АССР. По национальности — молдаванин.
Отчество по отцу (звали — Нику) в советских молдавских документах — Никитич. В российских документах — Никитович.

### Великая Отечественная война
Юность в 1941—1944 годах прошла на оккупированных Румынией территориях родного села Михайловка на левом берегу Днестра. В мае 1944 юный Яковлев в неполные 18 лет, после освобождения левобережья, ушёл на фронт защищать СССР от немецко-фашистских захватчиков. Службу проходил в 330-м особом сапёрном батальоне 50-й гвардейской дивизии 2-го Белорусского фронта. Получил тяжёлое ранение в боях за освобождение Польши. За проявленные мужество и героизм был удостоен ордена Отечественной войны II степени и медали «За отвагу».

### Образование
После лечения в 1950 окончил с отличием вечернюю школу рабоче-крестьянской молодёжи.
В 1958 окончил с отличием Кишинёвское отделение Всесоюзного юридического заочного института, получив специальность «правовед».
В 1962 окончил очную аспирантуру Кишинёвского государственного университета.
В 1964 в Кишинёвском государственном университете под научным руководством доктора юридических наук, профессора Хасана Шварца защитил диссертацию на соискание учёной степени кандидата юридических наук на тему «Правовое регулирование заготовок фруктов и винограда в СССР» (работа выполнена на кафедре гражданского права и процесса юридического факультета Кишинёвского государственного университета).
В 1973 защитил диссертацию на соискание учёной степени доктора юридических наук на тему «Страховые правоотношения в сельском хозяйстве».

### Деятельность до 1989 года
С 1964 Яковлев работает в Кишинёвском государственном университете (старшим преподавателем, затем доцентом, после — заведующим кафедрой гражданского права и деканом юридического факультета).
Затем работает заведующим сектором аграрного и экологического права в Академии наук Молдавской ССР.

### Деятельность в 1989—1996 годах

На II Съезде депутатов всех уровней Приднестровского региона 2 сентября 1990 (учредительном съезде по созданию Приднестровской Молдавской Советской Социалистической Республики) Яковлев выступил с основным докладом «Советская власть в Молдавской ССР и ПМССР в опасности».
Тогда же на II Съезде депутатов всех уровней Приднестровского региона при согласии Тираспольского горсовета Яковлеву поручают организовать в Приднестровье независимый от ССР Молдова Приднестровский государственный университет (в то время назывался — Тираспольский государственно-корпоративный университет). В декабре 1990 университет произвёл первый набор студентов и начал их обучение.
В ноябре 1990 избирается депутатом Верховного Совета ПМР, но от мандата депутата Парламента ССР Молдова официально отказывается лишь в начале 1992, продолжая руководить остатками кишинёвской депутатской группы «Советская Молдавия» дистанционно из Приднестровья.
25 августа 1991 Яковлев стал соавтором Декларации о независимости Приднестровской Молдавской Советской Социалистической Республики:
- представитель молдавского населения ПМР — доктор юридических наук Василий Яковлев
- представитель украинского населения ПМР — кандидат юридических наук Александр Большаков
- представитель русского населения ПМР — кандидат исторических наук Анна Волкова
- представитель населения ПМР других национальностей — Прокурор Приднестровской Молдавской Республики Валерий Чарыев[5].

Яковлев также является основным автором Первой Конституции Приднестровской Молдавской Республики и автором многих первых законов Приднестровской Молдавской Республики. В декабре 1993 его избирают вместо скомпрометировавшего себя либеральными идеями Александра Большакова председателем Комитета Верховного Совета ПМР по вопросам законности, а также членом Президиума Верховного Совета ПМР.
В 1995 проигрывает парламентские выборы в Верховный Совет ПМР по одномандатному округу и теряет должности в Верховном Совете ПМР. Но в том же 1995 Яковлев на местных выборах избирается депутатом Тираспольского городского Совета народных депутатов.

### Деятельность после 1996 года
В 1996 организовал отделение Международной славянской академии (МСА) в Приднестровье и был его президентом с 1996 по 1997.
В ходе президентских выборов в Приднестровской Молдавской Республике в конце 1996 года поддержал кандидатуру Владимира Малахова (как и на выборах 1991 года поддерживал кандидатуру оппозиционного коммуниста Григория Благодарного), после чего на его карьере в ПМР была поставлена точка. Выступил с резкой критикой действующего президента Игоря Николаевича Смирнова за отказ от идей построения светлого будущего и воссоздания СССР, за отказ от колхозно-совхозной системы и приватизацию муниципальной собственности.
Взгляды Яковлева не нашли поддержку в приднестровском обществе 90-х годов. После увольнения со всех должностей в Тирасполе в 1996 началось преследование бывшего ректора ПГУ Яковлева приднестровскими властями за политическую деятельность. Он был вынужден уехать в Россию в 1997, так же, как и семь лет назад до этого вынужден был бежать из Кишинёва.
С 1997 до 2011 в преклонном возрасте (до 85 лет) Яковлев продолжает выпускать монографии по вопросам римского, аграрного, экологического, наследственного права, а также по связанным с ними вопросам истории (по истории развития юриспруденции, истории Древнего Рима (свободно владея латынью) и истории права Российского государства). Становится признанным российским учёным в данных областях права. Продолжается его академическая работа в Удмуртском государственном университете на высоких должностях — являлся заместителем директора по научной работе Института права, социального управления и безопасности Удмуртского государственного университета и заведующим кафедрой экологического, аграрного и природоресурсного права Удмуртского государственного университета. Среди учеников В.Н. Яковлева, защитивших диссертации под его научным руководством в этот период, можно назвать профессора кафедры гражданского права Удмуртского государственного университета, доктора юридических наук Е.А. Ходыреву (Янушкевич), заведующую кафедрой экологического, трудового, административного права, основ права и российской государственности Удмуртского государственного университета Е.А. Белокрылову, проректора по информатизации, цифровой образовательной среде и профессиональной ориентации Удмуртского государственного университета П.М. Ходырева, заведующего кафедрой гражданского права и процесса Волго-Вятского института (филиала) ФГБОУ ВО «Московский государственный юридический университет им. О.Е. Кутафина» (МГЮА) Н.В. Караваева.
Являлся президентом Ижевского отделения МСА с 1997 по 1999 и членом Удмуртского республиканского комитета КПРФ.
Скончался Яковлев 20 ноября 2013 в Ижевске, после тяжёлой продолжительной болезни. Позже урна с прахом была доставлена из Ижевска в Тирасполь. Церемония прощания состоялась 26 ноября 2013 в здании Приднестровского государственного университета — в культурно-просветительском центре имени Кирилла и Мефодия. Похоронен на кладбище «Западное» в Тирасполе.

## Семья
Был женат. Сын - Евгений Яковлев. Дочь — Альбина Гоголева — профессор, доктор педагогических наук. Внучка Валентина — учёный-юрист.

## Награды
- Медали СССР, ПМР и КПРФ
- Орден Отечественной войны II степени (СССР),
- Орден Республики (ПМР) (1995 г.)
- Орден Почёта (2016, посмертно)
- медаль «За отвагу» (СССР),
- медаль «За трудовую доблесть» (ПМР) и другие награды.
- Заслуженный юрист Молдавской ССР

## Память
Ежегодно в Приднестровском государственном университете проходят чтения, посвящённые Василию Яковлеву. Там же в 2015 была установлена мемориальная доска в память о первом ректоре университета.

## Научные работы, монографии, учебники и учебные пособия
В 1966—2010 годах опубликовал свыше 350 научных работ, монографий, учебников и учебных пособий. Из них наиболее значимые:
- «Государственное страхование имущества колхозов» (Кишинёв, 1971)
- «Страховые правоотношения в сельском хозяйстве» (Кишинёв, 1973)
- «Экологическое право» (Кишинёв, 1988)
- «Римское право» (Ижевск, 1997)
- «Земля России — неотчуждаемое достояние народа» (Ижевск, 2001)
- «Древнеримское и современное российское наследственное право» (Ижевск, 2002)
- «Древнеримское частное право и современное гражданское право» (Москва, 2010)
- «Горное право государства Российского» (Ижевск, 2010)